# Feststickstoff

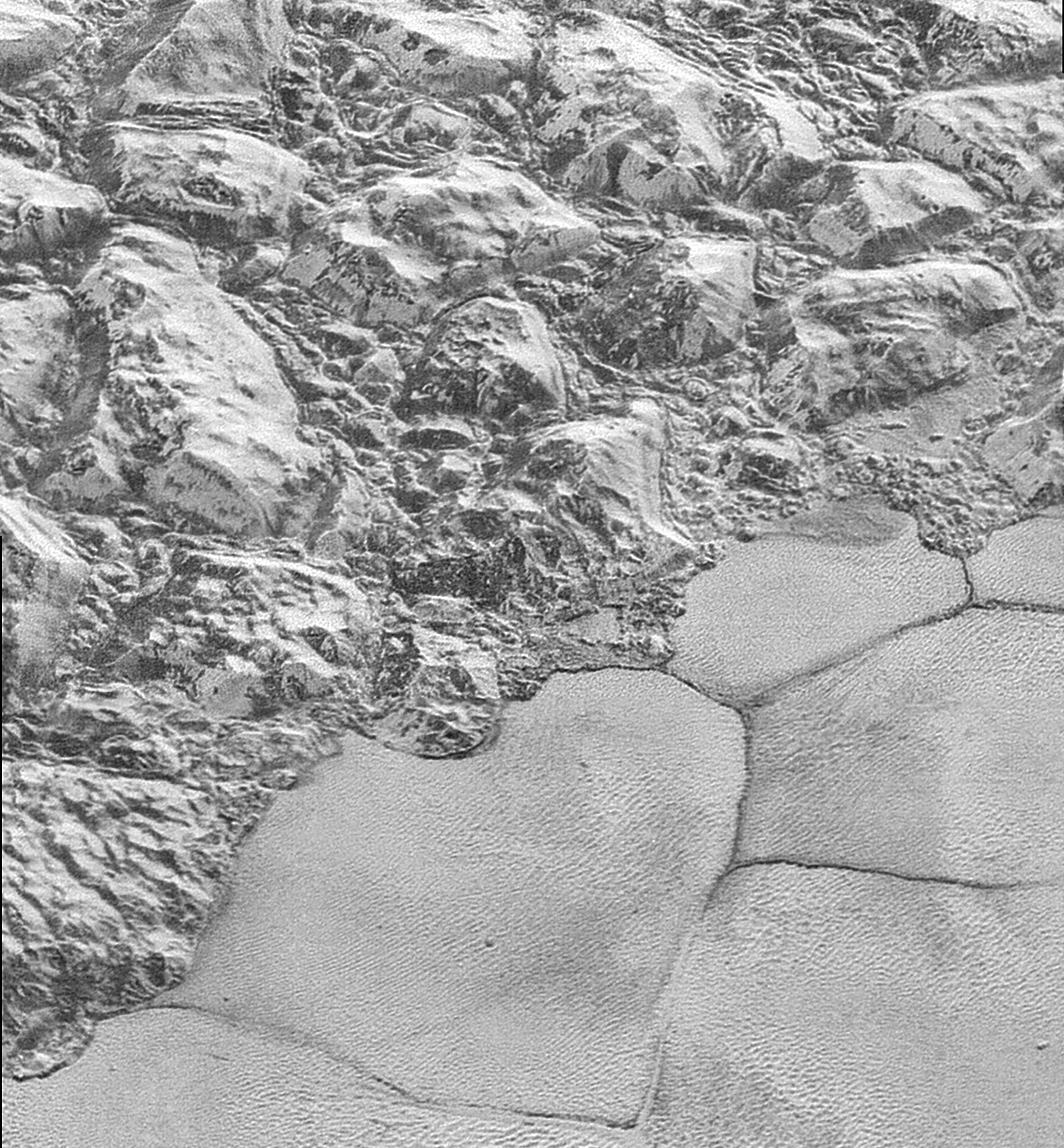
Feststickstoff auf Plutos Oberfläche; links und oben Berge aus Wassereis (2015, Bildausschnitt ca. 80 km breit)

Feststickstoff ist Stickstoff im festen Aggregatzustand, der unter Normaldruck bei Temperaturen unter 63,05 K (−210,1 °C) existieren kann. Er wurde erstmals 1884 hergestellt. Feststickstoff ist hauptsächlich Gegenstand akademischer Forschung. Er ist zudem ein wesentlicher Bestandteil von Himmelskörpern im äußeren Sonnensystem.

## Herstellung
Karol Olszewski beobachtete erstmals 1884 festen Stickstoff: Zunächst verflüssigte er Wasserstoff durch Verdampfen von Flüssigstickstoff; dann fror der Flüssigwasserstoff den Stickstoff ein. Damit erzeugte Olszewski auch die extrem niedrige Temperatur von 48 K (−225,15 °C), seinerzeit ein Weltrekord.
Moderne Techniken folgen meist einem ähnlichen Ansatz: Feststickstoff wird normalerweise in einem Labor durch Verdampfen von Flüssigstickstoff im Vakuum hergestellt. Der so erzeugte Feststoff ist porös.

## Vorkommen
Ein großer Teil der Oberflächen von Pluto und des Neptunmondes Triton besteht aus Feststickstoff. Auf Pluto wurde Feststickstoff erstmals im Juli 2015 von der Raumsonde New Horizons direkt beobachtet und auf Triton im August 1989 von der Raumsonde Voyager 2.
Feststickstoff ist ziemlich flüchtig und neigt zur Sublimation (Phasenübergang), da er, im Vergleich zu anderen Materialien, bei niedrigem Druck nur geringe Kohäsion aufweist. Seine Dichte ist jedoch höher als die von Wassereis, das daher durch natürlichen Auftrieb an dessen Oberfläche transportiert wird. Tatsächlich beobachtete New Horizons auf Feststickstoff „schwimmendes“ Wassereis auf der Oberfläche von Pluto.
Auf Triton nimmt Feststickstoff die Form von Frostkristallen und einer transparenten Schicht aus angetautem Stickstoffeis an, die oft als „Glasur“ bezeichnet wird. Voyager 2 beobachtete Ausbrüche von Stickstoffgas nahe dem Südpol von Triton. Eine mögliche Erklärung für dieses Phänomen ist, dass die Strahlung der Sonne durch die transparente Feststickstoffschicht dringt und die darunter liegenden Schichten erwärmt. Dadurch sublimiert der Stickstoff und tritt schließlich durch Löcher in der oberen Schicht aus.

## Verwendung
Feststickstoff wird mit Flüssigstickstoff vermischt, um Dinge schneller abzukühlen als mit Flüssigstickstoff allein, was für Anwendungen wie die Kryokonservierung von Spermien nützlich ist. Die halbfeste Mischung wird auch als Slush-Stickstoff bezeichnet.
Auch wird Feststickstoff für die Matrixisolation von reaktiven Teilchen wie z. B. freien Radikalen oder isolierten Atomen verwendet.

## Weitere Strukturformen
Bei hoher Temperatur und hohem Druck entsteht eine polymere Form des Feststickstoffs, die Gemeinsamkeiten mit der Diamantstruktur hat. Im Vergleich zum Distickstoffmolekül N2 bei Normaldruck hat diese Modifikation des Stickstoffs (Allotropie des Stickstoffs, Elementmodifikation) einen höheren Energiegehalt. Sie hat damit eine höhere Energiedichte, möglicherweise höher als jedes andere nichtradioaktive Material.